# Fissistigma cordifolia
Fissistigma cordifolia là loài thực vật có hoa thuộc họ Na. Loài này được Irawan mô tả khoa học đầu tiên năm 2005.